# Hemibystra ulugurensis
Hemibystra ulugurensis är en stekelart som beskrevs av Heinrich 1968. Hemibystra ulugurensis ingår i släktet Hemibystra och familjen brokparasitsteklar. Inga underarter finns listade i Catalogue of Life.